# Poa lavrenkoi
Poa lavrenkoi là một loài thực vật có hoa trong họ Hòa thảo. Loài này được Kuczerov mô tả khoa học đầu tiên năm 2001.